# 波林群島
波林群島（英語：Pauling Islands），是南極洲的群島，位於巴克羅夫特群島東南面6公里的克里斯塔爾灣，屬於比斯科群島的一部分，以美國化學家命名，現時由南極條約體系管理。